# Ортоснимак
Ортоснимак је аероснимак неког дела терена, који је геометријски коригован („орторектификован“). Размера оваквог снимка једнака је у свим његовим деловима, што значи да су карта и ортоснимак истог подручја идентични. За разлику од обичног аероснимка, ортоснимак може бити коришћен за мерење правих растојања, због тога што представља прецизну слику дела Земљине површи. 
Ортоснимци представљају основу географског информационог система (ГИС-а). Софтвери, као што су MapInfo, ArcGis или ArcInfo приказују ортоснимке, и омогућавају дигитализацију, или постављање одређеног садржаја на снимак. Такође, постоји неколико софтверских пакета који на снимке аутоматски постављају жељени садржај, са одређеним процентом тачности. 

## Ортоснимак
Ортоснимак је аероснимак, који је планиметријски коригован. На тај начин уклоњене су све деформације проузроковане оптичким деловима камере, тилтом и разликама у висинама. За разлику од топографских карата, ортоснимци садрже све детаље који се у датој размери и резолуцији могу уочити. Од класичних аероснимака бољи су због чињенице да имају исту размеру у свим деловима снимка (због своје ортогоналне пројекције) и могућности директног мерења. Због тога се ортоснимци могу користити као основа за израду топографских карата. Такође, ортоснимци имају велику употребу у даљинској детекцији. 
Ортоснимци се сада формирају скенирањем аероснимака и њиховим превођењем у растерску фотографију. Затим се на растер додаје дигитални модел терена, тако што се тачкама додаје њихова надморска висина, чиме се добијају висинске разлике. Постављањем контролних тачака на аероснимак, помоћу стереомодела могуће је прерачунати геометријске деформације. Снимак се ректификује и георефернцира употребом математичких модела, чиме се уклањају деформације које изазивају тилт, топографија, атмосфера и оптички делови камере.

## Дигитални процес ректификације
У дигиталном процесу, развој ортоснимка се врши процесом орторектификације, који представља корекцију размере и промене релативног положаја тачака, који су резултат разлика у висини између авиона (на коме се налази камера која врши снимање) и терена изнад кога авион лети. Овај процес се врши кориговањем једне по једне тачке рељефа. Авион лети на висинама предвиђеним за аероснимање, носећи широкоугаону камеру. Ортоснимак је начињен коришћењем класичног стереомодела терена. Процес започиње дигитализацијом аероснимка, чиме се формира дигитални растер. Аероснимци се преводе у дигиталне ортоснимке дељењем дате области снимка у веома мале, једнаке пикселе. Геометријска корекција аероснимака захтева прорачун деформације за сваку тачку и постављање слике те тачке на њено право место. 